# Scoposcartula inspergata
Scoposcartula inspergata är en insektsart som beskrevs av Victor Antoine Signoret 1855. Scoposcartula inspergata ingår i släktet Scoposcartula och familjen dvärgstritar. Inga underarter finns listade i Catalogue of Life.